# ذباب
ذباب (به عربی: ذباب) یک منطقهٔ مسکونی در یمن است که در شهرستان ذباب واقع شده‌است.